# Švecov AŠ-21
Švecov AŠ-21 byl vzduchem chlazený hvězdicový motor vyvinutý konstrukční kanceláří A. D. Švecova. Motor byl vyráběn od roku 1946, poháněl cvičný letoun Jakovlev Jak-11. Konstrukce motoru vycházela z osvědčeného výkonného čtrnáctiválce Švecov AŠ-82, byl to zážehový přeplňovaný vzduchem chlazený čtyřdobý jednohvězdicový sedmiválec (zjednodušeně můžeme říci, že šlo o polovinu — jednu hvězdici — motoru AŠ-82).

## Varianty
- AŠ-21

## Specifikace (AŠ-21)

### Technické údaje
- Typ: sedmiválcový, vzduchem chlazený, hvězdicový motor
- Vrtání válce: 155,5 mm
- Zdvih pístu: 155 mm
- Objem válců: 20,605 l
- Hmotnost suchého motoru: 486 kg

### Součásti
- Chlazení: vzduchem
- Mazání: se suchou klikovou skříní
- Rozvod: OHV, dvouventilový

### Výkony
- Výkon:
  - 520 kW (700 k) při 2 300 ot./min, vzletový výkon
  - 459 kW (615 k) ve výšce 1 700 m
- Měrný výkon: 25,5 kW/l
- Poměr výkon/hmotnost: 1,07 kW/kg
- Kompresní poměr: 6,4